# Metriorhynchus
Metriorhynchus (il cui nome significa "muso intermedio") è un genere estinto di crocodylomorpho marino vissuto negli oceani del Giurassico superiore, in Europa. Il Metriorhynchus fu nominato dal paleontologo tedesco Christian von Meyer, nel 1830, ed al momento il genere contiene una specie: M. geoffroyii Con grande probabilità il Metriorhynchus trascorreva gran parte, se non tutta, la vita in mare. Infatti, non sono mai stati ritrovati nidi o uova di Metriorhynchus, e si sa ben poco del suo ciclo vitale, a differenza di altri grandi rettili marini del Mesozoico, come plesiosauri o ittiosauri, noti per dare alla luce piccoli già formati in mare. Tuttavia i fossili non ci raccontano se il Metriorhynchus deponesse le uova o si accoppiasse sulla terra o in mare.

## Descrizione
Metriorhynchus potevano tranquillamente raggiungere una lunghezza complessiva di 3 metri (9,8 piedi). Il cranio era vagamente simile a quello delle forme attuali, mentre il corpo, la coda e soprattutto le zampe erano estremamente adattate per l'ambiente marino. Il corpo era relativamente allungato, mentre la coda era dotata all'estremità di una pinna simile a quella dei pesci, a mezzaluna. Le zampe, invece, erano trasformate in pinne corte e piatte, con tutte le dita di un singolo arto riunite in un'unica membrana. Le zampe posteriori erano lunghe circa il doppio di quelle anteriori.
Nel complesso, il corpo snello e la coda dotata di pinna, rendevano questo animale un nuotatore più efficiente di qualsiasi altra specie di coccodrillo moderni.

### Ghiandole del sale
Alcuni recenti esami su degli esami fossili della specie M. superciliosus, hanno dimostrato che gli adulti di questa specie possedevano ghiandole del sale ben sviluppate. Ciò significa che questi animali, come Geosaurus, sarebbero stati in grado di "bere" acqua salata (adattamento necessario per un animale pelagico) e mangiare prede che hanno la stessa concentrazione ionica come l'acqua di mare circostante (come i cefalopodi), senza disidratarsi.

### Dieta
Il Metriorhynchus era un predatore versatile e opportunista, cacciando una grande varietà di animali come i corazzati ammoniti e i pesci più rapidi; è inoltre possibile che potesse nutrirsi anche di animali volanti come gli pterosauri, che catturava mentre questi erano a pesca, oppure nutrirsi delle grande carcasse di plesiosauri e Leedsichthys, adagiate sul fondale o che galleggiavano in superficie.

## Classificazione
Il Metriorhynchus appartiene alla famiglia dei metriorhynchidae. In passato i generi Purranisaurus e Suchodus furono considerati sinonimi junior di Metriorhynchus. Tuttavia successive analisi filogenetiche non supportano la monofilia di Metriorhynchus. Alcune forme longirostrine, tuttavia, sembrano formare un gruppo naturale.
Il cladogramma presentato di seguito segue le analisi di Mark Young e Marco Brandalise de Andrade, pubblicato nel novembre 2009.
|  | M. superciliosus |
|  |                  |
|  | M. moreli        |
|  |                  |

|  | M. palpebrosus                                         |
|  |                                                        |
|  | \| \| M. hastifer \| \| \| \| \| \| M. sp. \| \| \| \| |
|  |                                                        |
|  | M. hastifer                                            |
|  |                                                        |
|  | M. sp.                                                 |
|  |                                                        |

|  | M. hastifer |
|  |             |
|  | M. sp.      |
|  |             |

|  | M. superciliosus |
|  |                  |
|  | M. moreli        |
|  |                  |

|  | M. palpebrosus                                         |
|  |                                                        |
|  | \| \| M. hastifer \| \| \| \| \| \| M. sp. \| \| \| \| |
|  |                                                        |
|  | M. hastifer                                            |
|  |                                                        |
|  | M. sp.                                                 |
|  |                                                        |

|  | M. hastifer |
|  |             |
|  | M. sp.      |
|  |             |

Il cladogramma a seguito delle ricerche di Cau & Fanti (2010).
|  | M. geoffroyii                                          |
|  |                                                        |
|  | \| \| M. hastifer \| \| \| \| \| \| M. sp. \| \| \| \| |
|  |                                                        |
|  | M. hastifer                                            |
|  |                                                        |
|  | M. sp.                                                 |
|  |                                                        |

|  | M. hastifer |
|  |             |
|  | M. sp.      |
|  |             |

|  | M. geoffroyii                                          |
|  |                                                        |
|  | \| \| M. hastifer \| \| \| \| \| \| M. sp. \| \| \| \| |
|  |                                                        |
|  | M. hastifer                                            |
|  |                                                        |
|  | M. sp.                                                 |
|  |                                                        |

|  | M. hastifer |
|  |             |
|  | M. sp.      |
|  |             |

### Specie
Esemplari fossili di Metriorhynchus, risalgono tutti al Giurassico superiore, dell'Inghilterra, Francia e Germania.
Le specie attribuite a questo genere sono state tradizionalmente classificate in due gruppi: le specie dal cranio longirostrino (dalle mandibole strette e lunghe) e le specie dal cranio brevirostrino (dalle mascelle corte e larghe). Tutte le specie brevirostrine sono state in seguito trasferiti ai generi Purranisaurus e Suchodus. Metriorhynchus superciliosus è stato ribattezzato Thalattosuchus da Young et al. (2020).
Due specie longirsotrine, M. acutus e M. leedsi sono state indirizzate al genere Gracilineustes.
Alcuni resti frammentari, attribuibili a Metriorhynchus sono stati ritrovati in Sud America, risalenti al Bajociano-Bathoniano (Giurassico medio). Tuttavia, un'analisi filogenetica ha dimostrato che questa nuova specie potrebbe appartenere a Metriorhynchus.

## Paleoecologia
Nonostante il Metriorhynchus fosse un predatore eccezionale nella sua epoca, anch'esso poteva divenire facilmente preda di predatori ben più grandi. Difatti, Metriorhynchus condivideva il suo habitat con enormi predatori marini come Liopleurodon, che poteva raggiungere anche i 6,39 metri (21 piedi) di lunghezza. Dal momento che Metriorhynchus aveva perso i suoi osteodermi, (comuni nei coccodrilli odierni) per diventare nuotatori più efficienti, avrebbe avuto poca difesa contro i predatori marini più grandi.